# Christmas (Brooklyn Nine-Nine)
"Christmas" es el undécimo episodio de la primera temporada de la serie de comedia de televisión estadounidense Brooklyn Nine-Nine. El episodio fue escrito por el cocreador de la serie Dan Goor y dirigido por Jake Szymanski. Se emitió por Fox en los Estados Unidos el 3 de diciembre de 2013.

## Trama
Durante la temporada navideña, Jake Peralta (Andy Samberg) es informado por el subjefe Gerber (Mark Berry) que Holt (Andre Braugher) ha recibido amenazas de muerte y, debido a los protocolos de seguridad, Peralta ha sido elegido para vigilar a Holt, lo que requiere que él controle cada movimiento que hace. Peralta engaña a Holt para que vaya a una casa segura, lo esposa a sí mismo y luego lanza la llave a través de un respiradero.
Terry Jeffords (Terry Crews) ve a una terapeuta para una evaluación psiquiátrica para determinar si puede volver al campo. A pesar de no mostrar signos de un análisis correcto, se revisa a sí mismo después de que reaparece una emergencia. Charles Boyle (Joe Lo Truglio) visita la casa segura después de que Holt le envía en secreto un mensaje para llevarlo al precinto, y los tres terminan esposados juntos. Después de una investigación, Holt descubre que las amenazas de muerte provienen de un asesino (Kirk Bovill) que persiguió hace años y se propone encontrarlo en una estación de tren. El asesino es arrestado pero dispara a Boyle cuando salta para salvar a Rosa Díaz (Stephanie Beatriz). Se notifica a la pandilla que Boyle se recuperará pronto.

## Recepción

### Espectadores
En su transmisión estadounidense original, "Christmas" fue vista por aproximadamente 3,66 millones de espectadores domésticos y obtuvo una participación de audiencia de 1,6 / 5 entre adultos de 18 a 49 años, según Nielsen Media Research. Esta fue una ligera disminución en la audiencia con respecto al episodio anterior, que fue visto por 3,69 millones de espectadores con un 1,5 / 4 en la demografía de 18 a 49 años. Esto significa que el 1,6 por ciento de todos los hogares con televisión vieron el episodio, mientras que el 5 por ciento de todos los hogares que estaban viendo televisión en ese momento lo vieron. Con estas calificaciones, Brooklyn Nine-Nine fue el programa más visto en FOX durante la noche.

### Revisiones críticas
"Navidad" recibió críticas positivas de la crítica. Roth Cornet de IGN le dio al episodio un "bueno" 7.9 sobre 10 y escribió: "La 'Navidad' de Brooklyn Nine-Nine encontró una forma inteligente de crear un telón de fondo navideño sin entregar otro episodio completamente de temática navideña tan rápidamente después del Día de Acción de Gracias. La historia de Holt como un exaltado agrega un nuevo elemento agradable a su relación con Peralta. Aunque este fue otro episodio fuerte y divertido, no fue tan divertido como las pocas entregas anteriores. Sin embargo, en general, otra entrada sólida. Nada dice alegría navideña como venir juntos para combatir las amenazas de muerte ". 
Molly Eichel de The A.V. Club le dio al episodio una calificación de "B" y escribió: "Es posible que 'Navidad' no haya sido mi entrada favorita hasta ahora, pero es un buen marcador como punto intermedio. Destaca lo bueno de la serie: un conjunto de juegos que encajó temprano en la vida de la serie, y lo que no funciona tan bien, un protagonista que todavía no es tan convincente o tan divertido de ver como todos los demás a su alrededor. Pero si Holt puede cambiar de un super-emulador afro a un centro estoico del Nueve-Nueve, tal vez todavía haya esperanza para Peralta ".
Alan Sepinwall de HitFix escribió: "Así que pasé gran parte de la historia sintiéndome de la misma manera que lo hice con algunos de esos episodios anteriores: deseando volver rápidamente a los otros personajes secundarios. Y eso fue divertido, ya sea Terry luchando con sus miedos frente al psiquiatra, Santiago planeando hacer que Díaz sonriera o Boyle preocupándose por su retiro de solteros, y luego convirtiéndose en héroe de una manera asombrosa pero vergonzosa. Aaron Channon de Paste le dio al episodio un 7.3 de 10 y escribió:" Desafortunadamente, esto explica la esencia del episodio, y es en gran medida poco entretenido, salvo por algunos sambergismos y braugherismos dispersos. Es cierto que el potencial no capitalizado en este escenario es un fracaso menor de los escritores, pero más significativamente muestra cuánto ha llegado a ser el éxito de la serie hasta ahora, confiar en el reparto secundario. Donde 'Thanksgiving' sobresaliendo al colocar a todo el elenco en una sola habitación, 'Christmas' fracasa al separar a los detectives del Nine-Nine en tres arcos separados". 